# Воскоїдові
Воскої́дові (Indicatoridae) — родина птахів ряду дятлоподібних, що включає 17 видів у чотирьох родах. Поширені в тропіках Старого Світу — більшість видів зустрічаються в Африці та два — в Азії. Відомі як медовказчики — птахи вказують місцезнаходження гнізда бджіл або ос з медом іншим тваринам. При цьому вони поїдають лише віск, що залишається. Такий тип взаємовідносин між організмами називають мутуалізмом. Воскоїдові також одні з небагатьох птахів, для яких властивий гніздовий паразитизм.

## Опис

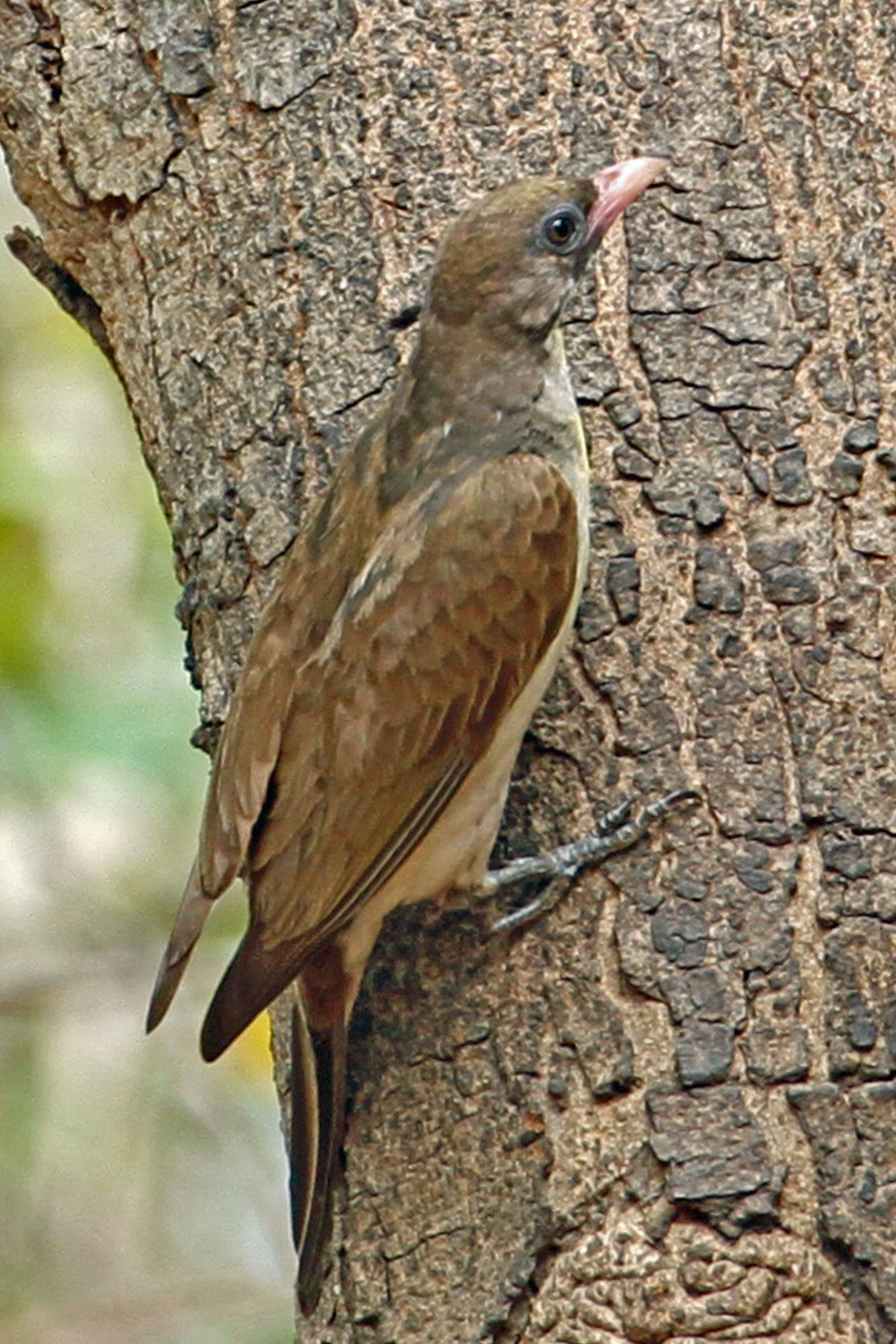
Indicator indicator

Довжина тіла 10-20 см. За зовнішнім виглядом нагадують синиць. У забарвленні переважають сірувато-зелені відтінки, що чергуються з чорними, білими і жовтими ділянками; статеві відмінності виражені слабко. Наявні слабко виражені сліпі кишки. Шкіра товста (захист від бджіл і ос). Дзьоб невеликий, міцний (нагадує синиць), зі щілиноподібними ніздрями, які розташовані біля гребеня, без щетинкоподібних пір'їн. Крила загострені, 9-10 першорядними маховими. Хвіст ступінчастий або обрізаний прямо, з 10-12 пір'їн. У шлюбному польоті деякі види видають оперенням хвоста звуки, що нагадують дзижчання. Більшість видів володіють гучним голосом, крім того, видають дріб дзьобом подібно дятлам.

## Біологія

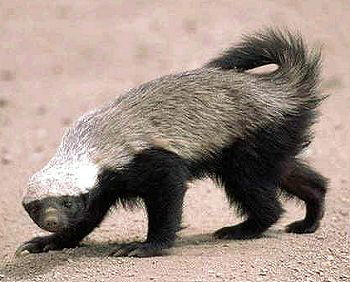
Медоїд не в змозі відшукати гніздо бджіл, тоді як воскоїдові не можуть самостійно дістатися до вмісту гнізда.

Поширені в Африці і Південно-Східній Азії. Населяють тропічні ліси. Ведуть осілий спосіб життя. Деревні, дуже активні птахи. Добре літають та спритно лазять по гілках. У позагніздовий період тримаються поодиноко в кронах дерев і великих кущів, де збирають дрібних комах. Літаючих комах ловлять на льоту, роблячи кидки з присади. Характерною рисою є своєрідна поведінка — розшукують дупла з гніздами ос і бджіл та своїми криками і поведінкою привертають до них увагу. Після розкриття людиною або медоїдом дупла підбирають стільники, що випали і поїдають віск. Тоді як мед і личинки комах дістаються медоїду. Віск перетравлюється в кишечнику воскоїдів завдяки бактеріям.
Для всіх видів характерний гніздовий паразитизм. Білі яйця з блискучою шкаралупою підкладають у гнізда бородаток і дятлів, рідше — одудів, сорокопудів, вивільг, трав'янок, горобців. Пташенята після вилуплення мають спеціальний гачечок на кінчику дзьоба, який дозволяє йому позбавитись від інших пташенят у гнізді. Згодом гачечок зникає.

## Класифікація
Родина Воскоїдові (Indicatoridae)
- Підродина Indicatorinae — воскоїдні
  - Рід Indicator — воскоїд
    - Indicator archipelagicus — воскоїд малазійський
    - Indicator conirostris — воскоїд товстодзьобий
    - Indicator exilis — воскоїд крихітний
    - Indicator indicator — воскоїд великий
    - Indicator maculatus — воскоїд строкатоволий
    - Indicator meliphilus — воскоїд блідий
    - Indicator minor — воскоїд малий
    - Indicator pumilio — воскоїд короткодзьобий
    - Indicator variegatus — воскоїд строкатий
    - Indicator willcocksi — воскоїд гвінейський
    - Indicator xanthonotus — воскоїд гімалайський

  - Рід Melichneutes — лірохвостий воскоїд
    - Melichneutes robustus — воскоїд лірохвостий
- Підродина Prodotiscinae — ковтачні
  - Рід Melignomon — оливковий ковтач
    - Melignomon eisentrauti — ковтач жовтоногий
    - Melignomon zenkeri — ковтач оливковий

  - Рід Prodotiscus — ковтач
    - Prodotiscus insignis — ковтач карликовий
    - Prodotiscus regulus — ковтач світлочеревий
    - Prodotiscus zambesiae — ковтач сіроголовий